# 1639
1639 (MDCXXXIX) je bilo navadno leto, ki se je po gregorijanskem koledarju začelo na soboto, po 10 dni počasnejšem julijanskem koledarju pa na torek.

## Dogodki
- 4. december - Jeremiah Horrocks kot prvi z daljnogledom opazuje prehod Venere prek Sončeve ploskve.
- Angleži ustanovijo utrjeno trgovsko postojanko v Madrasu.

## Rojstva
- 30. marec - Ivan Mazepa, hetman Kozaškega hetmanata († 1709)

Neznan datum
- Jean Racin, francoski filozof († 1699)

## Smrti
- 20. januar - Mustafa I. Nori, sultan Osmanskega cesarstva in kalif islama (* 1591)
- 21. maj - Tommaso Campanella, italijanski teolog, filozof, pesnik (* 1568)